# Fecial
Um fecial (em latim: fetial; pl. fetiales) era um tipo de sacerdote da Roma Antiga. Eles formavam um colégio devotado a Júpiter como patrono da boa fé. Entre suas atribuições estavam aconselhar o senado romano sobre política externa e tratados internacionais, as proclamações oficiais de guerra e paz e a confirmação de tratados. Eles também realizavam a função de arautos ou embaixadores. Um dos feciais, chamado pater patratus, era nomeado como porta-voz dos feciais.
A primeira menção aos feciais por Lívio ocorreu no contexto da guerra entre Roma e Alba Longa na época do rei Túlio Hostílio, quando ele nomeou Marco Valério como fecial e Espúrio Fúsio como pater patratus com o objetivo de confirmar o tratado entre Roma e Alba Longa.
Segundo Lívio, o ritual pelo qual os feciais deveriam declarar a guerra, chamado rerum repetitio, foi introduzido em Roma por Anco Márcio, que tomou emprestadas as tradições dos équos. Porém, ele já havia descrito as ações rituais dos feciais no relato das guerras de Hostílio. Por causa disto, os estudiosos acreditam que as menções aos équos possa ser um erro de interpretação por causa de uma falsa etimologia ligando os termos "aequi" e "aequus", a palavra latina para "justo", "equitativo". Por outro lado, as fontes antigas dão suporte à tradição de que este sacerdócio foi criado por influência do rei équo Ferter Reso.

## Etimologia
Segundo alguns estudiosos, o termo "fetial" deriva da raiz substantiva "*feti-", que significa "fundação" e não "estipulação". É um termo aliado ao conceito religioso básico de "fas", ambos com raiz no termo indo-europeu "*dh(es)s", que significava originalmente "firmar, acertar". Esta raiz deu origem ao verbo "facere", "fazer" por desvio semântico. Tanto "fetial" quanto "fas" preservam o senso original de "fundação" neste caso, o mesmo que nos termos védicos "dhaman" e "dhatu" no senso religioso.

## Deveres dos feciais
Segundo G. Dumézil, o contrato inicial com os deuses, válido através dos sacra e dos signa ("rituais e sinais"), é suficiente para justificar os atos oficiais de autoridades religiosas (como os pontífices e áugures) dentro do ager ("território") romano. Atos além desta fronteira requeriam fundação religiosa adicional, baseada na apenas no ius ("direito"), mas também, num nível mais profundo, na fas ("fundação") sobre a qual o ius estava assentado. Esta era a tarefa dos feciais. Eles se baseavam num conjunto de cerimônias que infundiam um valor religioso sobre decisões políticas ou militares dos magistrados, assegurando que, em todos os casos, os deuses estariam do lado de Roma. 
O colégio, além de aconselhar o senado e o rei (ou os cônsules), enviava dois de seus membros, o pater patratus e o verbenário (verbenarius), que tinha a função limitada de acompanhar o pater patratus "com as ervas sagradas" ("sagmina" de verbena), recolhidas no Capitólio.
São conhecidas duas cerimônias e suas fórmulas dos feciais: a da conclusão de um tratado e o rerum repetitio, utilizada para declarar as exigências dos romanos a um povo estrangeiro e, no caso delas não serem atendidas, declarar a guerra. 

### Confirmação dos tratados
No caso dos tratados, o pater patratus conclama testemunhas e os deuses para assistirem, afirma a palavra de Roma e jurava Roma pela fúria divina se ela não cumprisse sua palavra, exigindo o execratio. Juramentos eram realizados em nome de Júpiter Lápide (em latim: "per Iovem Lapidem"). O sílex era considerado como o trono de Júpiter por emitir faíscas se atritado, o que era considerado como algo análogo aos relâmpagos. A cerimônia é conhecida em duas variações. Na primeira, o pater patratus fere um porco com um pedaço de sílex retirado do Templo de Júpiter Ferétrio pronunciando a fórmula citada por Lívio: "Si prior defexit publico consilio dolo malo tum tu illo die, Jupiter, populum Romanum sic ferito ut ego hunc porcum hic hodie feriam, tantoque magis ferito quanto magis potes pollesque." Na segunda, ele atira o sílex e jura que Roma cairá como a pedra se ela não mantiver seu juramento.

### Rerum repetitio
O ritual do rerum repetitio, um pedido de restituição ou reparação, envolvia o pater patratus. Vestindo uma faixa de lã nos cabelos, ele anunciava as exigências romanas usando uma série de frases prescritas, primeiro na fronteira do inimigo, depois quando atravessava-as, novamente quando encontrava o primeiro homem, novamente ao passar pelo portão inimigo e finalmente ao entrar no fórum na presença dos magistrados locais. Se as exigências não fossem atendidas, o pater patratus declarava guerra nos próximos 33 dias e retornava a Roma para esperar a decisão do rei de Roma e do senado. Uma vez que a decisão de ir a guerra estivesse tomada, o fecial retornava até a fronteira inimiga levando um dardo com uma ponta de aço ou queimada e mergulhada em sangue. Ele então declarava a guerra ao inimigo e atirava a lança em seu território.
Por estar ligado a assuntos de direito e não diretamente à guerra, o fecial jamais invocava Marte e sim Júpiter, Jano e Quirino.